# 在大韓民国大使館の一覧

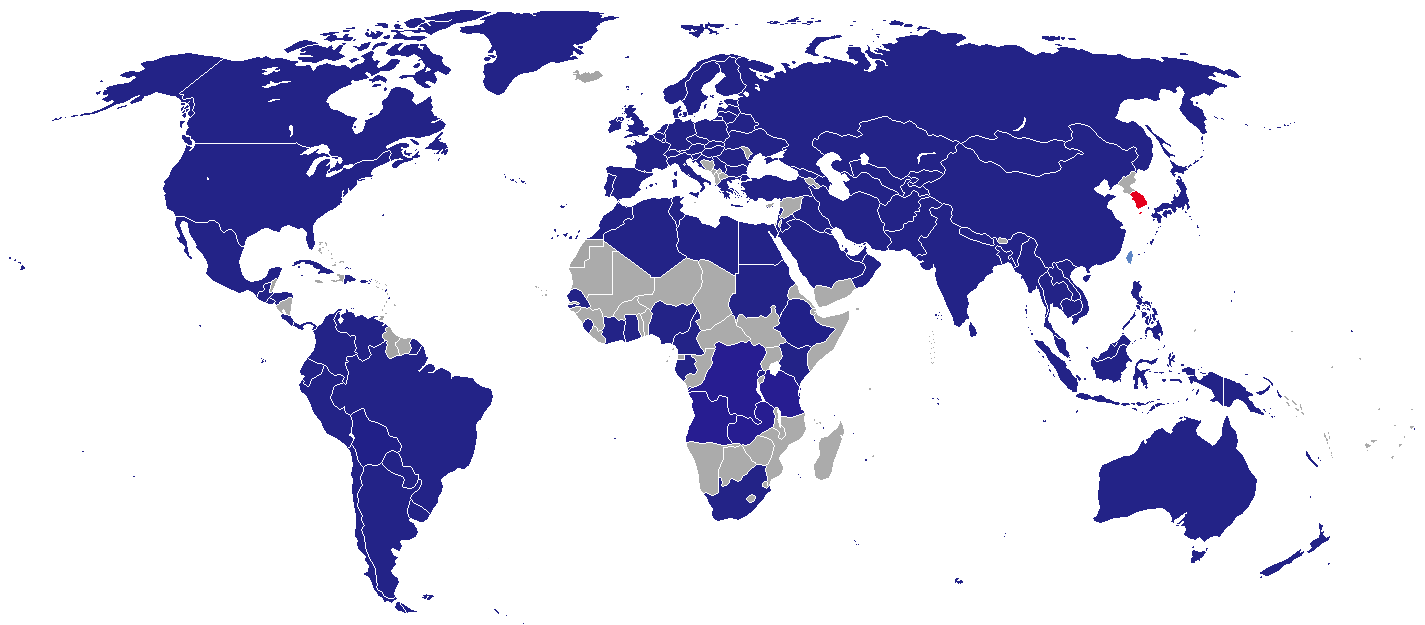
駐大韓民国大使館のある国

下記は、駐大韓民国大使館の一覧である。ソウルには現在102の大使館があり、加えていくつかの国はソウル以外の都市にも領事館を持っている。韓国と外交関係があるが、大使館のない61カ国は、東京、北京など他国の大使館が代わりを担っている。

## 大使館
ソウル
| - アフガニスタン - アルジェリア - アンゴラ - アルゼンチン - オーストラリア - オーストリア - アゼルバイジャン - バーレーン - バングラデシュ - ベルギー - ベラルーシ - ボリビア - ブラジル - ブルネイ - ブルガリア - カンボジア - カナダ - チリ - 中国 - コロンビア - コスタリカ - コートジボワール - クロアチア - キューバ - チェコ - デンマーク - コンゴ民主共和国 - ドミニカ共和国 - 東ティモール - エクアドル - エジプト - エルサルバドル - エストニア - エチオピア - フィンランド - フランス - ガボン - ジョージア | - ドイツ - ガーナ - ギリシャ - グアテマラ - 聖座 - ホンジュラス - ハンガリー - インド - インドネシア - イラン - イラク - アイルランド - イスラエル - イタリア - 日本 - ヨルダン - カザフスタン - ケニア - クウェート - キルギス - ラオス - ラトビア - レバノン - リビア - マレーシア - マーシャル諸島 - メキシコ - モンゴル - モロッコ - ミャンマー - ネパール - オランダ - ニュージーランド - ナイジェリア - ノルウェー - オマーン - パキスタン - パナマ | - パプアニューギニア - パラグアイ - ペルー - フィリピン - ポーランド - ポルトガル - カタール - ルーマニア - ロシア - ルワンダ - サウジアラビア - セネガル - セルビア - シエラレオネ - シンガポール - スロバキア - スロベニア - 南アフリカ - スペイン - スリランカ - スーダン - スウェーデン - スイス - タジキスタン - タンザニア - タイ - チュニジア - トルコ - トルクメニスタン - ウクライナ - アラブ首長国連邦 - イギリス - アメリカ - ウルグアイ - ウズベキスタン - ベネズエラ - ベトナム - ザンビア |

## 代表部

### ソウル
- 中華民国 (駐韓国台北代表部)
- 欧州連合 (駐韓国欧州連合代表部)
- ルクセンブルク (貿易投資代表部)
- 香港 (香港経済貿易代表部ソウル事務所)
- ケベック州 (ケベック州政府在韓国事務所)

## 総領事館/領事館

### 釜山
- 中国 総領事館
- 日本 総領事館
- ロシア 総領事館
- アメリカ 領事館
- 中華民国 弁事処
- モンゴル 領事館
- カザフスタン 総領事館

### 光州
- 中国 総領事館

### 済州
- 中国 総領事館
- 日本 総領事館

## 公認大使館
特に明記のないものは、東京にある。
| - アルバニア（ティラナ） - アルメニア - バハマ（北京） - ベナン - ブータン（ダッカ） - ボスニア・ヘルツェゴビナ - ボツワナ - ブルキナファソ - ブルンジ（北京） - カメルーン - コンゴ共和国（北京） - キプロス（北京） - ジブチ - ドミニカ国（北京） - エリトリア - エスワティニ（クアラルンプール） | - 赤道ギニア（北京） - フィジー - ガンビア（ワシントンD.C.） - ギニア - ギニアビサウ（北京） - ガイアナ（ニューヨーク） - ハイチ - アイスランド - ジャマイカ - キリバス（スバ） - コソボ - レソト - リベリア - リトアニア（北京） - ルクセンブルク - マダガスカル - マラウイ | - マリ - マルタ（バレッタ） - モーリタニア - モーリシャス（北京） - ミクロネシア連邦 - モルドバ（北京） - モザンビーク - ナミビア（北京） - ニジェール（ワシントンD.C.） - セントクリストファー・ネイビス（バセテール） - セーシェル（北京） - シリア - タンザニア - トーゴ（北京） - ツバル（スバ） - ウガンダ - ジンバブエ |